# Milliy Firqa
Il Milliy Firqa fu un gruppo politico islamico della Crimea che passò in massa dalla parte dei bolscevichi durante la guerra civile russa.
Fondato da Noman Çelebicihan nel 1917, il gruppo poté di conseguenza detenere il controllo dello stato e promuovere un'identità tartara di Crimea.
Il partito venne bandito dalle autorità sovietiche nel 1921.